# Lista över nejlikväxternas släkten
Detta är en lista över släkten i familjen nejlikväxter alfabetiskt ordnad efter de vetenskapliga namnen.

## A
| Vetenskapligt namn | Auktor     | Svenskt namn | Källa |
| ------------------ | ---------- | ------------ | ----- |
| Acanthophyllum     | C.A.Mey.   |              | IPNI  |
| Achyronychia       | Torr.&Gray |              | ITIS  |
| Agrostemma         | L.         | klättar      | SKUD  |
| Allochrusa         | Bunge      |              | IPNI  |
| Alsinidendron      | Mann       |              | ITIS  |
| Ankyropetalum      | Fenzl      |              | IPNI  |
| Arenaria           | L.         | narvar       | SKUD  |
| Atocion            | Adans.     |              | SKUD  |

## B
| Vetenskapligt namn | Auktor       | Svenskt namn | Källa |
| ------------------ | ------------ | ------------ | ----- |
| Bolanthus          | (Ser.) Rchb. |              | IPNI  |
| Bolbosaponaria     | Bondarenko   |              | IPNI  |
| Brachystemma       | D.Don        |              | IPNI  |
| Bufonia            | L.           |              | IPNI  |

## C
| Vetenskapligt namn  | Auktor            | Svenskt namn | Källa |
| ------------------- | ----------------- | ------------ | ----- |
| Cardionema          | DC.               |              | ITIS  |
| Cerastium           | L.                | arvar        | SKUD  |
| Cerdia              | Moc.&Sessé ex DC. |              | IPNI  |
| Caetonychia         | (DC.) Sweet       |              | NRM   |
| Colobanthus         | Bartl.            |              | IPNI  |
| Cometes             | L.                |              | IPNI  |
| Coronaria → Lychnis |                   |              |       |
| Corrigiola          | L.                | skoremmar    | NRM   |
| Cucubalus → Silene  |                   |              |       |
| Cyathophylla        | Bocquet&Strid     |              | IPNI  |

## D
| Vetenskapligt namn | Auktor                 | Svenskt namn | Källa |
| ------------------ | ---------------------- | ------------ | ----- |
| Dianthus           | L.                     | nejlikor     | SKUD  |
| Diaphanoptera      | Rech.f.                |              | IPNI  |
| Dicheranthus       | Webb                   |              | IPNI  |
| Drymaria           | Willd. ex J.A.Schultes |              | ITIS  |
| Drypis             | Mich. ex L.            |              | IPNI  |

## E
| Vetenskapligt namn | Auktor        | Svenskt namn  | Källa |
| ------------------ | ------------- | ------------- | ----- |
| Eudianthe          | (Rchb.) Rchb. | nejlikglimmar | SKUD  |

## G
| Vetenskapligt namn | Auktor    | Svenskt namn | Källa |
| ------------------ | --------- | ------------ | ----- |
| Geocarpon          | Mackenzie |              | ITIS  |
| Gymnocarpos        | Forssk.   |              | IPNI  |
| Gypsophila         | L.        | slöjor       | SKUD  |

## H
| Vetenskapligt namn | Auktor        | Svenskt namn | Källa |
| ------------------ | ------------- | ------------ | ----- |
| Habrosia           | Fenzl         |              | IPNI  |
| Haya               | Balf.f.       |              | IPNI  |
| Heliosperma        | (Rchb.) Rchb. |              | SKUD  |
| Herniaria          | L.            | knytlingar   | NRM   |
| Holosteum          | L.            | fågelarvar   | NRM   |
| Honckenya          | Ehrh.         | saltarvar    | NRM   |

## I
| Vetenskapligt namn | Auktor | Svenskt namn | Källa |
| ------------------ | ------ | ------------ | ----- |
| Illecebrum         | L.     | glimmerörter | NRM   |

## K
| Vetenskapligt namn         | Auktor           | Svenskt namn | Källa |
| -------------------------- | ---------------- | ------------ | ----- |
| Kabulia                    | Bor&C.E.C.Fisch. |              | IPNI  |
| Krauseola                  | Pax&K.Hoffm.     |              | IPNI  |
| Kohlrauschia → Petrorhagia |                  |              |       |
| Kuhitangia                 | Ovczinn.         |              | IPNI  |

## L
| Vetenskapligt namn | Auktor  | Svenskt namn | Källa |
| ------------------ | ------- | ------------ | ----- |
| Lepyrodiclis       | Fenzl   |              | NRM   |
| Lochia             | Balf.f. |              | IPNI  |
| Loeflingia         | L.      |              | NRM   |
| Lychnis            | L.      | gökblomster  | SKUD  |

## M
| Vetenskapligt namn  | Auktor         | Svenskt namn | Källa |
| ------------------- | -------------- | ------------ | ----- |
| Melandrium → Silene |                |              |       |
| Mesostemma          | A.I.Vvedenskii |              | IPNI  |
| Microphyes          | Phil.          |              | IPNI  |
| Minuartia           | L.             | nörlar       | NRM   |
| Moehringia          | L.             | skogsnarvar  | NRM   |
| Moenchia            | Ehrh.          | styvarvar    | NRM   |
| Myosoton            | Moench         | sprödarvar   | NRM   |

## N
| Vetenskapligt namn | Auktor | Svenskt namn | Källa |
| ------------------ | ------ | ------------ | ----- |
| Nyachia            | Small  |              | IPNI  |

## O
| Vetenskapligt namn | Auktor | Svenskt namn | Källa |
| ------------------ | ------ | ------------ | ----- |
| Ochotonophila      | Gilli  |              | IPNI  |
| Ortegia            | Loefl. |              | IPNI  |

## P
| Vetenskapligt namn | Auktor         | Svenskt namn  | Källa |
| ------------------ | -------------- | ------------- | ----- |
| Paronychia         | Mill.          | prasselörter  | SKUD  |
| Pentastemonodiscus | Rech.f.        |               | IPNI  |
| Petrocoptis        | Endl.          |               | SKUD  |
| Petrophagia        | overifierad    |               | ITIS  |
| Petrorhagia        | (Ser.) Link    | klippnejlikor | SKUD  |
| Philippiella       | Speg.          |               | IPNI  |
| Phrynella          | Pax&K.Hoffm.   |               | IPNI  |
| Pinosia            | Urb.           |               | IPNI  |
| Pirinia            | M.Král         |               | IPNI  |
| Pleioneura         | Rech.f.        |               | IPNI  |
| Plettkea           | Mattf.         |               | IPNI  |
| Pollichia          | Aiton          |               | IPNI  |
| Polycarpaea        | Lam.           |               | ITIS  |
| Polycarpon         | L.             | tusenfrön     | NRM   |
| Polytepalum        | Suess.&Beyerle |               | IPNI  |
| Pseudostellaria    | Pax            |               | ITIS  |
| Pteranthus         | Forssk.        |               | IPNI  |
| Pycnophyllopsis    | Skottsb.       |               | IPNI  |
| Pycnophyllum       | Remy           |               | IPNI  |

## R
| Vetenskapligt namn | Auktor | Svenskt namn | Källa |
| ------------------ | ------ | ------------ | ----- |
| Reicheella         | Pax    |              | IPNI  |

## S
| Vetenskapligt namn | Auktor                  | Svenskt namn  | Källa |
| ------------------ | ----------------------- | ------------- | ----- |
| Sagina             | L.                      | smalnarvar    | SKUD  |
| Sanctambrosia      | Skottsb.apud Kuschel    |               | IPNI  |
| Saponaria          | L.                      | såpnejlikor   | SKUD  |
| Schiedea           | Cham.&Schlect.          |               | ITIS  |
| Scleranthopsis     | Rech.f.                 |               | IPNI  |
| Scleranthus        | L.                      | knavlar       | SKUD  |
| Sclerocephalus     | Boiss.                  |               | IPNI  |
| Scopulophila       | M.E.Jones               |               | ITIS  |
| Selleola           | Urb.                    |               | IPNI  |
| Silene             | L.                      | glimmar       | SKUD  |
| Spergula           | L.                      | spärglar      | SKUD  |
| Spergularia        | (Pers.) J.Presl&K.Presl | rödnarvar     | ITIS  |
| Sphaerocoma        | T.Anders.               |               | IPNI  |
| Stellaria          | L.                      | stjärnblommor | SKUD  |
| Stipulicida        | Michx.                  |               | ITIS  |

## T
| Vetenskapligt namn   | Auktor           | Svenskt namn | Källa |
| -------------------- | ---------------- | ------------ | ----- |
| Thurya               | Boiss.&Balansa   |              | IPNI  |
| Thylacospermum       | Fenzl            |              | IPNI  |
| Tunica → Petrorhagia | Mert.&W.D.J.Koch |              | SKUD  |

## U
| Vetenskapligt namn | Auktor  | Svenskt namn | Källa |
| ------------------ | ------- | ------------ | ----- |
| Uebelinia          | Hochst. |              | IPNI  |

## V
| Vetenskapligt namn | Auktor   | Svenskt namn | Källa |
| ------------------ | -------- | ------------ | ----- |
| Vaccaria           | von Wolf | åkernejlikor | ITIS  |
| Velezia            | L.       |              | ITIS  |
| Viscaria           | Röhl.    | tjärblomster | SKUD  |

## W
| Vetenskapligt namn | Auktor    | Svenskt namn | Källa |
| ------------------ | --------- | ------------ | ----- |
| Wilhelmsia         | Reichenb. |              | ITIS  |

## X
| Vetenskapligt namn | Auktor | Svenskt namn | Källa |
| ------------------ | ------ | ------------ | ----- |
| Xerotia            | Oliver |              | IPNI  |

## Auktorkällor
- IPNI - International Plant Names Index
- ITIS - Integrated Taxonomic Information System
- NRM - Naturhistoriska riksmuseets checklista
- SKUD - Svensk kulturväxtdatabas